# 鲁道夫·泰利齐
鲁道夫·泰利齐（義大利語：Rodolfo Terlizzi，1896年10月17日—1971年7月11日），出生于佛罗伦萨，意大利前男子击剑运动员。他曾获得1920年夏季奥运会男子花剑团体金牌和1932年夏季奥运会男子花剑团体银牌。